# إيفيت لي بوزر
إيفيت لي بوزر (بالإنجليزية: Yvette Lee Bowser)‏ هي كاتبة سيناريو أمريكية، ولدت في 9 يونيو 1965 في الولايات المتحدة.

## وصلات خارجية
- إيفيت لي بوزر على موقع IMDb (الإنجليزية)
- إيفيت لي بوزر على موقع ألو سيني (الفرنسية)
- إيفيت لي بوزر على موقع كينوبويسك (الروسية)